# Очередь с приоритетами (передача данных)
Очередь с приоритетами (англ. priority queuing, PQ) — схема управления программными очередями в компьютерных сетях, при которой планировщик обслуживает очереди с более высоким приоритетом в ущерб низко-приоритетным очередям.
Максимально возможное количество очередей четыре: High, Medium, Normal, Low. Планировщик начинает обслуживание с более приоритетной очереди High. Если в её очереди больше нет ожидающих пакетов, то он переходит к следующей менее приоритетной очереди в которой есть ожидающие пакеты. После каждого обслуживания очередей Medium, Normal либо Low планировщик возвращается к очереди High, то есть процесс повторяется. Низко-приоритетная очередь Low обслуживается только когда в очередях High, Medium, Normal нет ожидающих пакетов.
PQ планировщик имеет некоторые очевидные преимущества и недостатки. Пакеты из высоко-приоритетной очереди High могут претендовать на 100 % пропускную способность канала с низкими задержками и колебаниями, тогда как низко-приоритетный трафик обслуживается гораздо дольше.